# Carlos César Maldonado
Carlos César Maldonado Delgado (nacido el 18 de octubre de 1966) es un ex lanzador de las Grandes Ligas de Béisbol. Ganó dos juegos en las mayores (ambos en 1993) y el 15 de agosto de 1993 registró el único salvamento de su carrera en la MLB.  actualmente es Mánager en la Liga de Béisbol de Panamá.

## Carrera
Firmado por los Kansas City Royals en 1986, Carlos Maldonado debutó en las mayores con ellos el 16 de septiembre de 1990. Como lanzador de relevo, realizó nueve salidas para ellos, las primeras cuatro al final de la temporada de 1990, luego cinco. otros en 1991.
Canjeado a finales de 1992 después de un año en las ligas menores, formó parte del cuerpo de bullpen de los Cerveceros de Milwaukee en 1993. Lanzó 37 1/3 entradas en 29 salidas, registrando un récord de dos victorias y dos derrotas, con un salvamento y un promedio de rendimiento limpio de 4,58.